# Tariq Ali
Tariq Ali (ur. 21 października 1943 w Lahaur) – brytyjsko-pakistański pisarz, dziennikarz, działacz społeczny i scenarzysta.
Absolwent Uniwersytetu Oksfordzkiego. Podczas studiów zaangażowany w działalność polityczną, protesty przeciwko wojnie w Wietnamie. Od lat 80. współpracuje z BBC. Należy do zespołu redakcyjnego czasopisma „New Left Review”. Publikuje artykuły w takich czasopismach jak „London Review of Books”, „The Guardian”. Jest autorem Kwintetu Muzułmańskiego: serii powieści historycznych o Islamie, na który składają się: W cieniu drzewa granatu, Księga Saladyna, Kobieta z kamienia, Sułtan z Palermo i Noc złotego motyla .

## Twórczość

### Powieści
- 1992: Shadows of the Pomegranate Tree, pol.: W cieniu drzewa granatu. Monika Wyrwas-Wiśniewska (tłum.). Lambook, 2014. ISBN 978-83-63531-10-2. Brak numerów stron w książce
- 1998: The Book of Saladin, pol.: Księga Saladyna. Tomasz Illg (tłum.). Lambook, 2014. ISBN 978-83-63531-11-9. Brak numerów stron w książce
- 2000: The Stone Woman, pol.: Kobieta z kamienia. Monika Wyrwas-Wiśniewska (tłum.). Lambook, 2014. ISBN 978-83-63531-09-6. Brak numerów stron w książce
- 2005: A Sultan in Palermo, pol.: Sułtan z Palermo. Tomasz Illg (tłum.). Lambook, 2015. ISBN 978-83-63531-08-9. Brak numerów stron w książce
- 2010: A Night of the Golden Butterfly, pol.: Noc złotego motyla. Tomasz Illg (tłum.). Lambook, 2015. ISBN 978-83-63531-16-4. Brak numerów stron w książce

### Literatura faktu
- 1998: 1968: Marching in the Streets
- 2002: The Clash of Fundamentalisms
- 2005: Conversations with Edward Said
- 2005: Rough Music: Blair, Bombs, Baghdad, London, Terror
- 2005: Speaking of Empire and Resistance
- 2009: The Protocols of the Elders of Sodom
- 2010: The Obama Syndrome

Źródło .